# Station Dassenveld
Station Dassenveld is een mogelijk spoorwegstation langs spoorlijn 94 (Halle - Doornik) in Halle ter hoogte van het Dassenveld. Voornamelijk de site van supermarktketen Colruyt zou als het gebied tussen Edingen en Halle bediend worden.
Het station Dassenveld is in 2012 opgenomen in de nota van het Vlaams strategisch spoorbeleid van het Departement Mobiliteit en Openbare Werken.